# 卡尼
卡尼（法語：Cagny，法語發音：[kaɲi] ⓘ）是法国卡尔瓦多斯省的一个市镇，位于该省中北部，属于卡昂区和沙丘谷市镇公共社区，其市镇面积为8.46平方公里，2022年1月1日时人口数量为2075人。
卡尼位于卡昂市区东南，是卡昂近郊重要的卫星城之一。在市镇合作上属于沙丘谷市镇公共社区的组成部分。

## 行政
卡尼的邮政编码为14630，INSEE市镇编码为14119。

## 地理

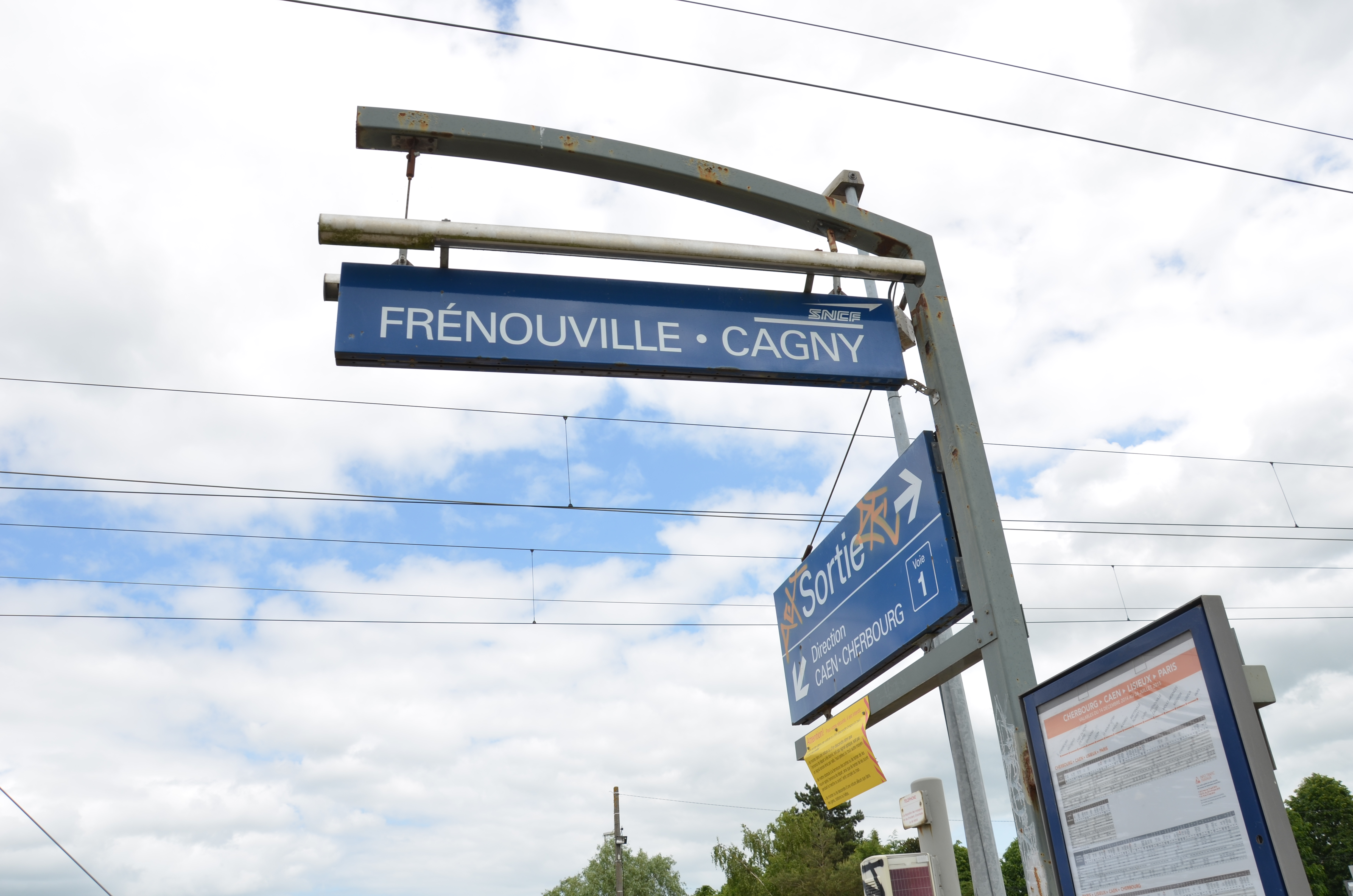
弗雷努维尔-卡尼火车站

卡尼（49°8'43"N, 0°15'29"W）位于法国西北部，诺曼底大区中西部和卡尔瓦多斯省中北部，距离省会卡昂大约7公里。
与卡尼接壤的市镇包括：巴讷维尔拉康帕涅、代穆维尔、埃米耶维尔、弗雷努维尔、日贝维尔、格朗特维尔、蒙德维尔。
卡尼境内地势平坦，海拔在13至32米之间。
一条小溪自镇中心南侧向北流去，水量很小。
按照柯本气候分类法，卡尼属于较为典型的温带海洋性气候，全年温差较小，降水分布均匀。

## 地名
卡尼一名来源于古罗马人物。

## 交通
卡尔瓦多斯省省道D228和D613线经过境内。弗雷努维尔-卡尼站停靠往返于卡昂和利雪之间的区域列车。

## 政治
现任卡尼市长为埃里克·马热里（Éric Margerie）先生，他是一名无党派人士。

## 人口
| 年份   | 1936 | 1946 | 1954 | 1962 | 1968  | 1975 | 1982 | 1990  | 1999  | 2006  | 2011  | 2016  | 2018  |
| ------ | ---- | ---- | ---- | ---- | ----- | ---- | ---- | ----- | ----- | ----- | ----- | ----- | ----- |
| 人口數 | 434  | 287  | 514  | 710  | 1,021 | 994  | 878  | 1,650 | 1,592 | 1,503 | 1,384 | 1,830 | 1,944 |

## 建筑

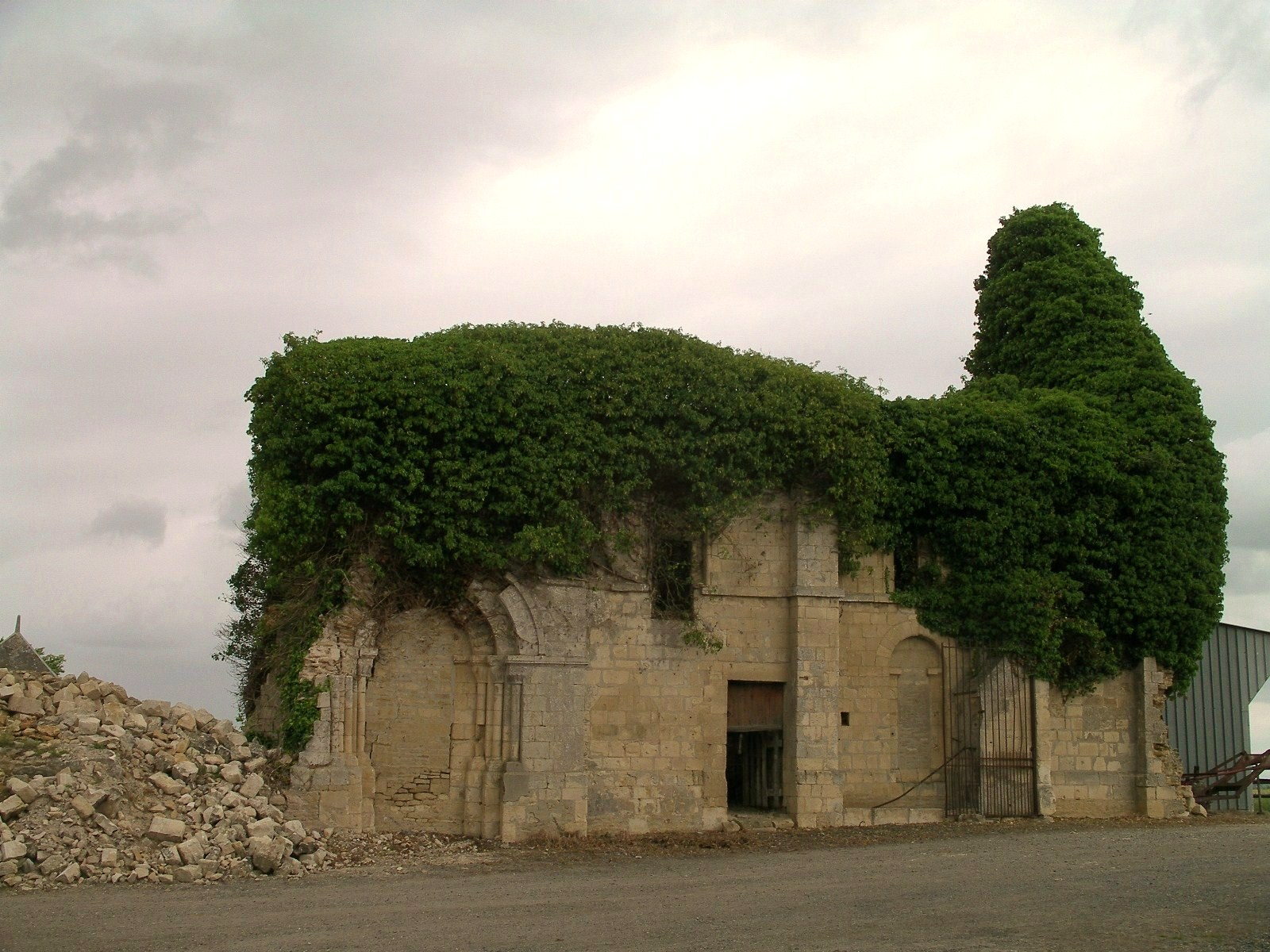
穆捷圣母修道院遗址

穆捷圣母修道院遗址是当地主要的历史遗迹。